# Shawn Drover

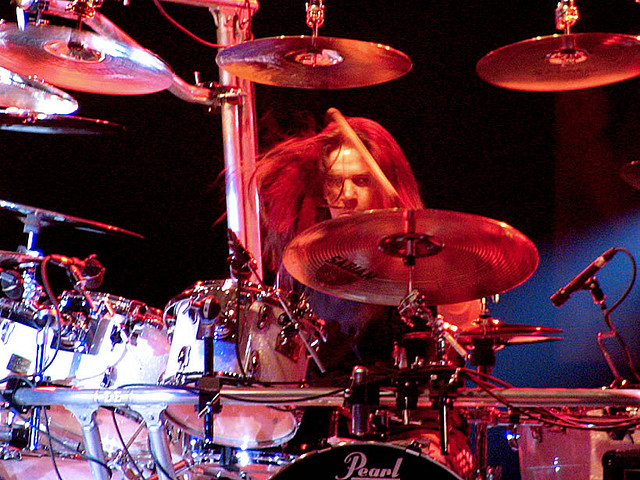
Drover live mit Megadeth 2005 in Bukarest

Shawn Drover (* 5. Mai 1966) ist ein kanadischer Schlagzeuger. Vor allem bekannt für seine Tätigkeit bei Megadeth, war er zuvor viele Jahre bei Eidolon aktiv.

## Werdegang
Drover begann das Schlagzeugspiel im Alter von 13 Jahren. 1993 gründete er mit seinem Bruder Glen Drover, der später für einige Zeit ebenfalls bei Megadeth spielte, Eidolon und veröffentlichte etliche Studioalben mit der Band, die inzwischen auf Eis liegt.
Sechs Tage vor Beginn der Blackmail The Universe Tour von Megadeth für das Album The System Has Failed ersetzte Drover im Oktober 2004 Nick Menza. Sein Bruder, der schon zuvor bei Megadeth eingestiegen war, hatte ihn empfohlen. Da er auch Gitarre spielt, tauschte Shawn Drover während einiger Konzerte kurzzeitig die Instrumente mit seinem Bruder Glen. 2008 verließ Glen Drover Megadeth. Shawn Drover war es, der Dave Mustaine ein Video von dessen Nachfolger Chris Broderick zeigte, worauf letzterer in die Band geholt wurde.
Im November 2014 gab Shawn Dover bekannt, Megadeth zu verlassen. Er wolle sich in Zukunft auf eigene musikalische Projekte konzentrieren. So gründete er mit Broderick Act of Defiance.

## Stil
Shawn Drover ist dafür bekannt, dass er die Methode des Open Handed Drummings verwendet. Dabei wird die Hi-Hat mit der linken statt mit der rechten Hand gespielt, die Snaredrum stattdessen mit der rechten statt der linken.

## Equipment
Drover spielt Schlagzeuge von ddrum, Becken von Sabian und Drumsticks von Pro-Mark.